# 먼그대
《먼그대》는 1984년 3월 24일에 방영된 TV문학관이다.

## 줄거리
출판사에서 교정일을 보고 있는 문자(안옥희)는 유부남인 한수(박근형)를 사랑한다. 그러나 한수를 향한 그녀의 일방적이고 헌신적인 사랑은 결국 주위의 빈축을 사기 시작하는데...

## 출연
- 안옥희
- 박근형
- 백준기
- 이경표
- 사미자
- 정재순
- 김을동
- 남윤정
- 이종우
- 김하림
- 지계순
- 박현정
- 맹호림
- 이화영
- 이종남
- 오기환
- 임찬호
- 홍미선